# Andrés Manuel del Río
Pour les articles homonymes, voir Del Rio.
Del Río Fernández est un nom espagnol. Le premier nom de famille, en général paternel, est Del Río ; le second, en général maternel, souvent omis, est Fernández.
Andrés Manuel del Río Fernández (10 novembre 1764 à Madrid — 23 mars 1849 à Mexico) est un chimiste et géologue mexicain qui découvrit l'élément chimique vanadium.

## Études
Andrés del Río étudie la chimie analytique et la métallurgie en Espagne, où il est né. Il obtient sa licence de l'université d'Alcalá de Henares en 1780. Il obtient une bourse du gouvernement pour entrer à l'école des mines d'Almadén où il se montre brillant. Il se rend ensuite à Paris, où il suit les cours de Jean d'Arcet. Il poursuit ses études à l'École des mines de Freiberg, en Allemagne, sous la direction d'Abraham Gottlob Werner. À Freiberg il fait la connaissance du baron Alexander von Humboldt. Il retourne ensuite à Paris comme étudiant d'Antoine Lavoisier, il collabore également avec l'abbé René Just Haüy, (père de la cristallographie). Durant la Révolution française Lavoisier, que l'on considère comme le fondateur de la chimie moderne, est guillotiné. Del Río est contraint de fuir vers l'Angleterre.

## Les mines de Nouvelle-Espagne
En 1792 le Real Seminario de Minería (École des mines) est fondé en Nouvelle-Espagne par un décret du roi Charles III d'Espagne, avec pour but de réformer l'étude des mines et de la métallurgie dans la colonie. L'institution est d'abord dirigée par Fausto de Elhúyar (1755-1833), le découvreur du tungstène. Le jeune del Río est nommé à la chaire de chimie et de minéralogie. Il arrive à Veracruz le 20 octobre 1794, sur la San Francisco de Alcántara depuis Cadix.
À ce poste, del Río se consacre à l'enseignement et à la recherche. Le 17 avril 1795 il inaugure le premier cours de minéralogie de Nouvelle-Espagne. Il fait des études importantes sur les minéraux et développe de nouvelles méthodes d'exploitation des mines. À Mexico il collabore avec le naturaliste allemand le baron Alexander von Humboldt. Humboldt est impressionné par del Río, il écrira « C'est à Mexico que les meilleurs travaux de minéralogie d'Espagne ont été publiés, l'Elementos de Orictognosia du Señor Del Rio. » En fait il s'agit du premier livre de minéralogie publié en Amérique. Humboldt est un participant actif du Real Seminario de Minería. Il organise des excursions de Chapultepec vers la zone basaltique de Pedregal de Xitle (es) et de Peñón de los Baños (es), accumulant des données et des échantillons de minéraux et de roches qui seront soumises à analyses afin de les identifier.
En 1820 del Río est nommé député aux Cortes d'Espagne. Il est un libéral qui plaide pour l'indépendance de la Nouvelle-Espagne. Il est à Madrid lorsque le Mexique conquiert son indépendance. Invité à rester en Espagne, il regagne néanmoins le Mexique (en 1821) qu'il considère comme sa patrie.
En 1829, après la période troublée de guerre avec l'Espagne, le gouvernement du Mexique indépendant expulse les résidents espagnols du pays à quelques notables exceptions près. Del Río est l'une de ces exceptions. Ces expulsions ont un impact considérable sur les travaux du Collège des Mines. Son directeur, Fausto Elhúyar, est contraint de démissionner et de quitter le pays. Indigné par l'expulsion de ses collègues, del Río fait preuve de solidarité et s'exile volontairement à Philadelphie. Il reçoit là-bas de multiples honneurs et son livre y est re-publié dans une nouvelle édition. Il revient à Mexico en 1834 où il reprend sa chaire de minéralogie au Collège.

## Découverte du vanadium

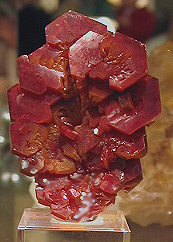
Le vanadium est présent dans des minerais tels que la vanadinite, Pb_{5}(VO_{4})_{3}Cl.

En 1801, alors qu'il examine des échantillons de minéraux que lui a envoyés la mine Purísima del Cardenal de Zimapán dans l'État de Mexico, del Río arrive à la conclusion qu'il a découvert un nouvel élément métallique. Il en prépare divers composés dont il observe les couleurs et nomme cet élément pancromium. Plus tard, en observant qu'il vire au rouge lorsqu'il le chauffe il change son nom pour eritronium. (Eritros signifiant « rouge » en grec) L'année suivante il en remet un échantillon à Humboldt qui l'envoie à Hippolyte-Victor Collet-Descotils à Paris pour analyse. L'analyse de Collet-Descotils (par erreur) n'y détecte que du chrome. Humboldt, à son tour, rejette la découverte d'un nouvel élément par del Río qui lui-même convient qu'il a dû faire erreur.
Ce n'est qu'en 1830, 29 ans après sa première découverte que le professeur Nils Gabriel Sefström de Suède redécouvre cet élément. Il lui donne le nom de vanadium, en l'honneur de la déesse scandinave de l'amour et de la beauté, Vanadis. La même année, Friedrich Wöhler, chimiste allemand qui synthétisa l'urée, analyse les échantillons de del Río et prouve que vanadium et eritronium ne font qu'un. Plus tard le géologue américain George William Featherstonhaugh proposa sans succès que l'élément soit nommé rionio, en l'honneur de son inventeur.
Ce n'est qu'en 1867 que le chimiste anglais Henry Enfield Roscoe isole le métal pur pour la première fois.

## La fin de sa vie
En 1805 del Río établit une aciérie à Coalcomán. Après avoir vaincu de multiples obstacles, il y produit le premier acier du Mexique, le 19 avril 1807. Quatre ans plus tard durant la guerre d'indépendance du Mexique, les royalistes détruisent l'aciérie. L'acier qu'il produisit était supérieur au fameux acier alors importé de Biscaye.
Il est amer lorsque l'erreur d'Humboldt ne confirme pas sa découverte du vanadium et il le lui reprochera. Il continue à enseigner au Collège des Mines jusqu'à sa mort, un cours qui « aurait aussi bien pu avoir été donné à l'École polytechnique à Paris », selon Michel Chevalier qui rendit visite à del Río peu de temps avant sa mort.

## Mort et hommage

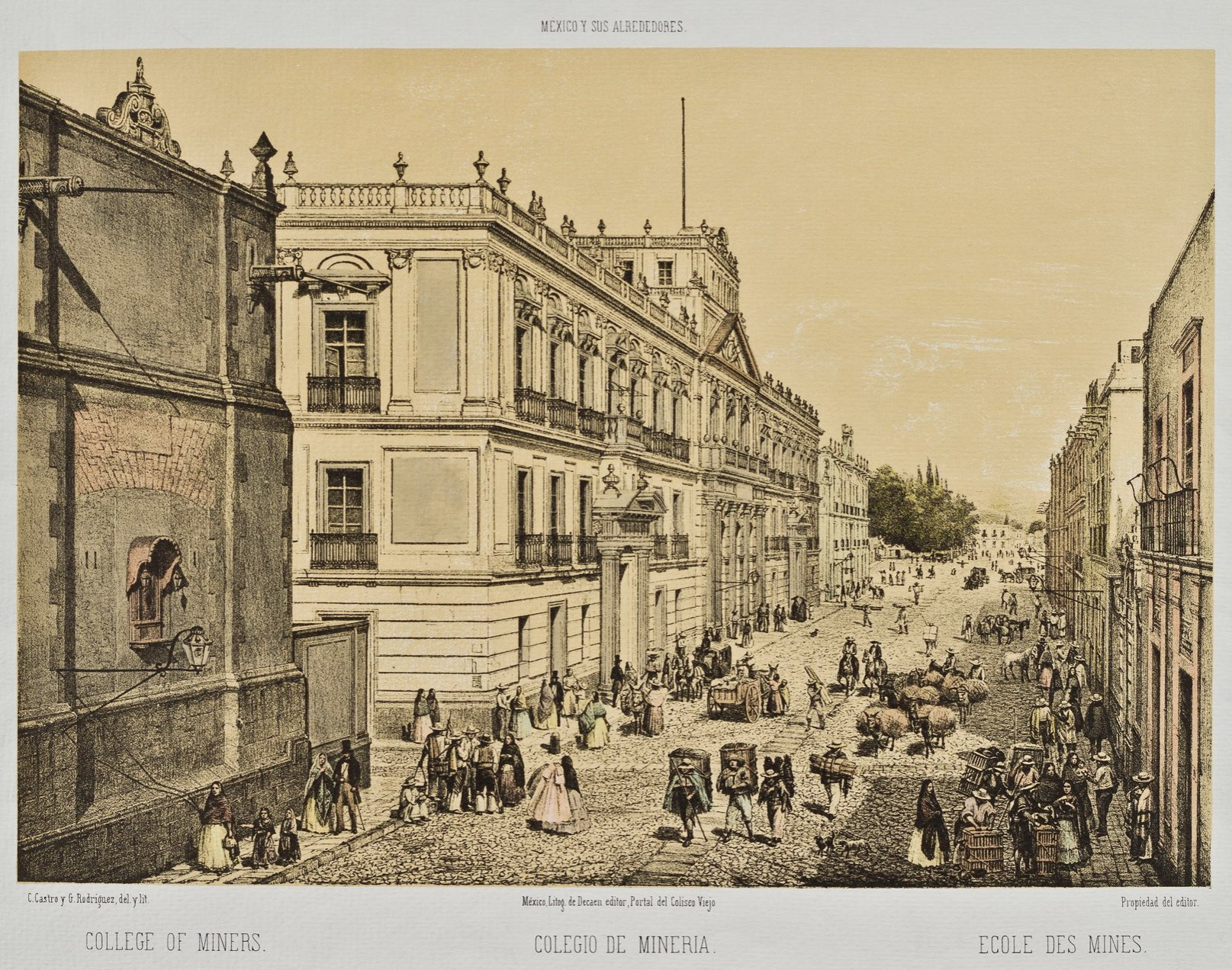
Palacio de Mineria à Mexico

Andrés Manuel del Río meurt à 84 ans en 1849, après une longue et riche carrière académique. Ses travaux et ses aspirations libérales en politique furent importants pour la construction d'une nation mexicaine indépendante. Il fut l'un des fondateurs du Collège des Mines et constitua la base de l'actuel Institut de géologie de l'université nationale autonome du Mexique. Il fut membre de l'Académie royale des sciences de Madrid, de la Wernerian Natural History Society d'Édimbourg, de l'Académie des sciences de France, de la Société d'économie de Leipzig, de la Société linnéenne de Leipzig, de l'American Philosophical Society de Philadelphie. Il fut président de la Société de géologie de Philadelphie et de l'Académie des sciences de New York.
Son travail intense, outre l'identification du vanadium, comprend la description de divers minéraux et l'invention de nouvelles méthodes d'extraction des minéraux pour l'industrie minière.
La Société de chimie de Mexico a créé le prestigieux prix national de chimie Andrés Manuel Del Río en 1964, qui récompense les travaux des chimistes dont les contributions honorent la profession. Il est remis avec une médaille comportant le portrait de del Río et une plaque commémorative.
À sa mort il laissa à sa famille un nom fameux, des dettes et quelques exemplaires de son Elementos de orictogonosia (1804), qu'il n'avait pu vendre.
Andrés Manuel Del Río, Luis E. Miramontes, inventeur du premier contraceptif oral, et Mario J. Molina, prix Nobel de chimie en 1995, sont les trois chimistes mexicains de renommée mondiale. Miramontes reçu le prix Andrés Manuel Del Río en 1986.

## Travaux scientifiques choisis
- Elementos de Orictognesia o del conocimiento de los fósiles, prepared for use in the Real Seminario de Mineria de México, 1795.
- Analyse des deux nouvelles espèces minérales composées de séléniure de zinc et de sulfure de mercure. Annales des Mines, Paris, 5, 1829.
- Découverte de l’iodure de mercure au Mexique. Annales des Mines, Paris, 5, 1829.
- Elementos de Orictognesia, o del conocimiento de los fósiles según el sistema de Bercelio; y según los principios de Abraham Góttlob Wérner, con la sinonimia inglesa, alemana y francesa, para uso del Seminario Nacional de Minería de México. Philadelphie, 1832.